# Tóth András Ernő
Tóth András Ernő (Lengyeltóti, 1969 –) magyar színész, rendező, jogász.

## Életpályája
1969-ben született Lengyeltótiban. A marcali Berzsenyi Dániel Gimnáziumban érettségizett. Első diplomáját a PTE-BTK magyar-esztétika szakán szerezte, majd 2002-ben jogi diplomát szerzett. 1988-tól él és játszik Pécsett. A Kisszínházban kezdte pályafutását, majd a Pécsi Harmadik Színházban játszott. 1996-ban alapítója volt a Janus Egyetemi Színháznak. 2003-tól a Pécsi Nemzeti Színház tagja. 2024-től az intézmény produkciós vezetője.

### Magánélete
Felesége, dr. Lábodi Judit a pécsi önkormányzat jogásza, gyermekeik: András Ernő és Cecília Róza.

## Filmes és televíziós szerepei
- Zuhanás közben (1987) ...Csaba
- Misi
- Freytág testvérek (1989) ...Gerzson
- A főügyész felesége (1990)
- Angyalbőrben (1990-1991)
- Szomszédok (1996)
- Kisváros (1997)
- Stambuch (2005) ...Tesléry Zsigmond
- Kythera (2006) ...Bandi
- Apatigris (2020) ...Eladó

## Díjai és kitüntetései
- Egyetemi kultúráért-díj (2011)
- Szendrő József-díj (2020)[6]
- Magyar Arany Érdemkereszt (2023)